# Ngaio Marsh
Dame Ngaio Marsh (n. 23 aprilie, 1895 – d. 18 februarie, 1982), născută ca și Edith Ngaio Marsh a fost o scriitoare și director de teatru din Noua Zeelandă.